# Dominique Arnold
Dominique Arnold (Compton, 14 settembre 1973) è un ex ostacolista statunitense.

## Palmarès

### Mondiali indoor
- 1 medaglia:
  - 1 bronzo (Mosca 2006 nei 60 metri ostacoli)